# محمد خالد البطراوي
محمد خالد البطراوي (أبو خالد؛ 1928 - 2011) هو كاتب وروائي فلسطيني، ولد في قرية أسدود، ثم هاجر مع عائلته منها على إثر نكبة 1948 إلى غزة، ومن ثم إلى الضفة الغربية ليستقر في مدينة رام الله. عمل البطراوي مديراً عاماً لوزارة الثقافة الفلسطينية منذ تأسيسها، ولم يقتصر عمله على ذلك فقط؛ فقد اهتم أيضاً بدراسة الثقافات الإنسانية، ولعب دوراً بارزاً في الثقافة الوطنية النضالية الفلسطينية، بدأت مسيرته الكتابية على صفحات الاتحاد التي كانت تصدر في يافا، ومجلة الغد التي كانت تصدرها رابطة المثقفين العرب في فلسطين، وفي مجلة الثقافة الوطنية الفلسطينية، وساهم أيضاً في رعاية الأجيال الجديدة من الكُتاب والأقلام الواعدة؛ من خلال المشاركة في إنشاء وتحرير المجلات الأدبية كمجلتي البيادر والكاتب وصحيفة الطليعة.
توفيَّ بتاريخ 13 مارس/آذار 2011.

## مؤلفاته
عمل محمد البطراوي على العديد من الأعمال التراثية الوطنية الفلسطينية التي لعبت دورًا هامًا في المشهد السياسي والفكري والثقافي الفلسطيني، ومنها:
- «الكاتب المستقرىء»
- «جيل الراية»
- «غزاوي»
- «التاريخ هلوسات»
- «لا تحتمي منه بغيره»
- «الزلزال قادم»
- «المنبهرون»